# کاکوا
کاکوا (به لاتین: Kakva) یک رود در روسیه است که در استان سوردلوفسک واقع شده‌است.